# Carl Ferdinand Becker
Karl Ferdinand Becker (Lipsia, 17 luglio 1804 – Plagwitz, 26 ottobre 1877) è stato un musicista, compositore e organista tedesco.

## Biografia
Becker era figlio del fisico e scrittore Gottfried Wilhelm Becker.Frequentò nei primi anni del suo percorso di studi la Thomasschule di Lipsia, dove iniziò il suo percorso musicale con Johann Gottfried Schicht e Friedrich Schneider. Debuttò come pianista a 14 anni e, dal 1820 al 1833, fu violinista nell'orchestra del Gewandhaus di Lipsia. Nel 1825 divenne organista nella Peterskirche e poi, nel 1837, nella chiesa di San Nicola. Nel 1846 divenne professore di organo e storia della musica presso l'Università di musica e teatro di Lipsia. Fu uno dei fondatori della Leipzig Bach Gesellschaft, nel 1850.

## Opere
Le sue opere riguardanti la storia della musica lo pongono al medesimo livello di Raphael Georg Kiesewetter e Carl von Winterfeld. Poniamo qui di seguito un elenco dei suoi lavori:
- Rathgeber für Organisten (Advisor for organists; Leipzig, 1828)
- Systematisch-chrologische Darstellung der musikalischen Litteratur (Systematic chronological representation of musical literature; Leipzig, 1836)
- Die Hausmusik in Deutschland im 16. 17. und 18. Jahrhundert (Household music in Germany in the 16th, 17th and 18th centuries; Leipzig, 1840)
- Die Tonkünstler des 19. Jahrhunderts (Composers of the 19th century; 1847)
- Die Tonwerke des 16. und 17. Jahrhunderts (1847), an index of musical works published in the 16th and 17th centuries
- Lieder und Weisen vergangener Jahrhunderte (Songs and melodies of past centuries; 2d ed., Leipzig, 1852)

È stato tra i più attivi collaboratori della Neue Zeitschrift für Musik di Robert Schumann. Altre riviste alle quali contribuì furono Caecilia (a cura di Gottfried Weber), Eufonia, Tageblatt e Zeitgenossen.

## Registrazioni
- Musica per organo IMSLP .

## Riferimenti
- (DE) Robert Eitner, Becker, Karl Ferdinand, in Allgemeine Deutsche Biographie, vol. 46, Lipsia, Duncker & Humblot, 1902,  p. 322–324.
- (DE) Wilhelm Virneisel, Becker, Karl Ferdinand, in Neue Deutsche Biographie, vol. 1, Berlin, Duncker & Humblot, 1953, ISBN 3-428-00182-6,  pp. 719 (online).
- (DE)  Rosenmüller, Annegret. Carl Ferdinand Becker (1804 - 1877) - Studien zu Leben und Werk. Hamburg:  Verlag von Bockel.  2000. ISBN 3-932696-19-0
- (DE)  Becker, Carl Ferdinand: Die Tonkünstler Des Neunzehnten Jahrhunderts – Ein kalendarisches Handbuch zur Kunstgeschichte. Kösslingsche Buchhandlung, Leipzig 1849
- (DE)  Becker, C. F. Die Choralsammlungen der verschiedenen christlichen Kirchen. Leipzig: Verlag Fleischer, 1845.